# Vysoká, Havlíčkův Brod
Vysoká là một làng thuộc huyện Havlíčkův Brod, vùng Vysočina, Cộng hòa Séc.